# Atrocybe loricelliformis
Atrocybe loricelliformis är en svampart som beskrevs av Josef Velenovský 1947. Atrocybe loricelliformis ingår i släktet Atrocybe, ordningen disksvampar, klassen Leotiomycetes, divisionen sporsäcksvampar och riket svampar.   Inga underarter finns listade i Catalogue of Life.